# Pachydissus vicinus
Pachydissus vicinus là một loài bọ cánh cứng trong họ Cerambycidae.